# Kwiambal-Nationalpark
Der Kwiambal-Nationalpark ist ein Nationalpark im Nordosten des australischen Bundesstaates New South Wales, 30 km nordwestlich von Ashford.
Im Park mündet der Severn River in den Macintyre River unterhalb der Macintyre Falls. Der Park ist mit Felsformationen aus Granit gespickt und man findet dort auch die Ashford Caves, sehenswerte Kalksteinhöhlen.